# Greg Hawkes
Greg Hawkes, né le 22 octobre 1952 à Fulton dans le Maryland, est un musicien multi-instrumentiste américain , il a joué les claviers pour le groupe de new wave The Cars, basé à Boston. Il joue les claviers, mais aussi le saxophone (avec le groupe Milkwood en 1973), la guitare et la basse, comme sur le dernier albums des Cars Move Like This en 2011.

## Biographie

### Jeunesse
Greg Hawkes est né à Fulton, une petite ville du Maryland située à mi-distance entre Washington (au sud) et Baltimore (au nord-est).
Il prend des leçons de piano très jeune mais il abandonne cet instrument pour lui préférer les bandes dessinées et les films japonais. À l'âge de 14 ans, Greg Hawkes commence à jouer de la guitare et forme son premier groupe, les Aardvarks.
Il retourne ensuite vers le piano et fréquente la haute école Atholton High School à Columbia, où il joue dans un groupe appelé Teeth. 
Il déménage ensuite vers Boston et, au début des années 1970, fréquente le Berklee College of Music, durant deux ans, obtenant sa licence en composition et en tant que  flûtiste.

### Carrière musicale

#### Premiers groupes
C'est à cette époque qu'il devient ami avec le chanteur, guitariste et compositeur Ric Ocasek, natif de Baltimore établi comme lui à Boston. Ric Ocasek et Benjamin Orr (futur bassiste et chanteur des Cars) forment alors un groupe appelé Milkwood, accompagnés de Jas Goodkind à la guitare, John Payne au saxophone, David Humphries aux congas et percussions et Bob Henderson à la batterie. En 1972, le groupe publie un album intitulé How's the Weather? auquel Hawkes contribue en jouant du saxophone sur un morceau,. Malheureusement l'album n'a eu aucun succès, mais ce fut une première expérience intéressante pour les futurs musiciens des Cars.
Hawkes joue ensuite, en 1975, des claviers et du saxophone avec Ocasek et Orr dans un groupe appelé Richard & The Rabbits,.
En 1976, il joue avec plusieurs groupes basés à Boston, parmi lesquels Orphan et Martin Mull & His Fabulous Furniture,.
Ocasek et Orr forment ensuite un groupe qui joue dans les night clubs de Boston, Cap'n Swing, incluant également Hawkes et Elliot Easton, le futur guitariste des Cars. Ils n'ont produit aucun album, mais ont tout de même enregistrés quelques démos en 1974 et 1975 qui furent publiés dans une compilation en 2018 sous le titre An Almost Famous Band!.

#### The Cars
Après la dissolution du groupe Cap'n Swing, Ocasek, Orr, Hawks et Easton forment en 1976 le groupe The Cars avec le batteur David Robinson, du groupe The Modern Lovers de Jonathan Richman, également basé à Boston.
Le groupe signe un contrat avec le label Elektra Records en octobre 1977 et enregistre son premier album (intitulé simplement The Cars) en février 1978 à Londres aux Air Studios de George Martin, le producteur des Beatles. De cet album, produit par le producteur de Queen Roy Thomas Baker, sont extraits trois singles : Good Times Roll, My Best Friend's Girl et Just What I Needed. Ce dernier titre, étroitement associé au mouvement new wave, doit beaucoup aux synthétiseurs de Greg Hawkes.
À côté du compositeur principal du groupe, Ric Ocasek, Greg Hawkes fut le seul membre des Cars à participer à la composition de certains des titres des Cars, comme Moving in Stereo (sur l'album The Cars en 1978), This Could Be Love (sur Shake It Up en 1981), It's Not The Night (sur Heartbeat City en 1984) et Go Away (sur Door to Door en 1987).  
Après de nombreux tubes et plusieurs albums disques de platine, les Cars se séparent en 1988, sans publier d'avis officiel de séparation.
En 2010, les quatre membres survivants des Cars reforment le groupe (sans Benjamin Orr décédé en 2000 d'un cancer du pancréas). Ils donnent une série de concerts sold out, apparaissent dans des shows télévisés et publient un nouvel album en 2011, Move Like This.

#### Carrière solo
En 1983, après le succès de l'album Shake it Up, les Cars s'accordent une pause que Greg Hawkes met à profit pour sortir un album constitué principalement de musique électronique instrumentale appelé Niagara Falls. Cet album, qui fut son seul album solo, fut enregistré dans les propres studios des Cars, les Syncro Sound Studios à Boston, et publié par Passport Records.

#### The New Cars
En 2005, Greg Hawkes et le guitariste Elliot Easton forment The New Cars avec le guitariste Todd Rundgren, le bassiste Kasim Sulton et le batteur Prairie Prince.
Ce groupe réalise une tournée et publie un album, It's Alive, consistant en trois compositions originales et en interprétations en concert de chansons des Cars.

#### Avec Todd Rundgren
Après les New Cars, Greg Hawkes continue son association avec Todd Rundgren en jouant dans le groupe de ce dernier pour une série de concerts, recréant certains des albums de Rundgren dans leur entièreté.

#### Collaborations
Greg Hawkes a collaboré à plusieurs albums solo de Ric Ocasek, comme Beatitude (1982) et This Side of Paradise (1986).
En 1989, il est invité à Londres par Chris Hughes (producteur de Ric Ocasek, d'Adam and the Ants et de Tears for Fears) pour jouer du clavier sur Motor of Love, un morceau de l'album Flowers in the Dirt de Paul McCartney,.
Durant les années 1990, Hawkes joue et enregistre avec les groupes Letters to Cleo, Manufacture et Propaganda.
En 2007 et 2008, il effectue des tournées avec le groupe The Turtles et joue dans les concerts Ukulele Noir à Boston et sur la côte Est des États-Unis.

## Discographie

### Milkwood
- 1973: How's the Weather? (Hawkes apparaît sur un morceau)

### The Cars
- 1978 : The Cars
- 1979 : Candy-O
- 1980 : Panorama
- 1981 : Shake It Up
- 1984 : Heartbeat City
- 1985 : Greatest Hits (Compilation)
- 1987 : Door To Door
- 2011 : Move Like This

### Album solo
- 1983: Niagara Falls

### The New Cars
- 2005 : It's Alive

### Cap'n Swing
- 2018 :  An Almost Famous Band! - Compilation réunissant des démos enregistrés en 1974 et 1975

### Musique de film
- 1986 : Musique du film Anna, avec Sally Kirkland et Paulina Porizkova (Vestron Pictures, 1987)[3],[1].